# Țepu de Sus, Galați
Țepu de Sus este un sat în comuna Țepu din județul Galați, Moldova, România.
 Acest articol despre o localitate din județul Galați este deocamdată un ciot. Puteți ajuta Wikipedia prin completarea lui.